# نصر (صاروخ)
نصر هو منظومة صاروخ باليستي تكتيكي ذو وقود صلب طوره مجمع التطوير الوطني الباكستاني. يشار إليه من قبل منظمة العلاقات العامة في باكستان على أنه «صاروخ باليستي متعدد الأنابيب» لأن مركبة الإطلاق تحمل عدة صواريخ. تم الكشف عنه بعد اختبارة عام 2011  وتم إدخاله في الخدمة عام 2013 بعد إجراء المزيد من الاختبارات عليه. أجرت باكستان اختبار إطلاق ناجحة أخرى لصاروخ حتف 9 (نصر) أرض-أرض قصير المدى في 6 سيبتمبر 2014.

## معلومات أساسية
طُورت منظومة نصر وفق المحللين العسكريين وخبراء تكنولوجيا الصواريخ كمنظومة ردع عسكري منخفضة الحمولة تستهدف القوات الآلية كالألوية والفرق العسكرية المسلحة. لذلك يعتقد الخبراء أن نشر المنظومة أتى كرد على عقيدة الهند العسكرية البداية الباردة. صرحت شعبة العلاقات العامة الباكستانية أن منظومة حتف 9 طورت بمواصفات تضيف قيمة إلى قوة الردع على مدى أقصر وبدقة أعلى للرد السريع.

## التصميم
حتف 9 (نصر) هو صاروخ باليستي قادر على حمل رأس نووي دون الكيلوطن إلى مدى 60 كم. يعتقد بأنه مستمد من منظومة WS-2 ويشي الصاروخية الذي طورته هيئة سيشوان الفضائية الجوية. تنقل أربعة صواريخ على منصة الإطلاق المتنقلة 8x8 الصينية الأصل نفسها كما في قاذفة الصواريخ المتعددة أيه-100 إي 300 مم التي يستخدمها الجيش الباكستاني، وهي النسخة الصينية من بي إم-30 سميرتش.